# Tsetsen khan
Tsetsen Khan (mongol : Цецен хан), Setsen (mongol : сэцэн, variante orthographique, les deux signifiant sage) ou parfois Tseten, est un khan mongol oïrat, qui dirige, sous le titre de Khong tayiji, le khanat dzoungar, après avoir assassiné son demi-frère, Sengge avec l'aide de son frère Tsotba Baatour en 1671, qui était alors à cette fonction.

## Biographie
Il est le fils d'Erdeni Batur, frère complet de Tsotba Baatour et demi-frère de Sengge et 
Galdan Boshugtu Khan.
Galdan Boshugtu Khan autre demi-frère de Tsetsen et Tsotba et frère complet de Sengge se venge et lui succède.